# Crinia glauerti
Espèce
Statut de conservation UICN

 LC  : Préoccupation mineure
Crinia glauerti est une espèce d'amphibiens de la famille des Myobatrachidae.

## Répartition
Cette espèce est endémique du Sud-Ouest de l'Australie-Occidentale. Elle se rencontre jusqu'à 600 m d'altitude,.

## Étymologie
Son nom d'espèce lui a été donné en référence à Ludwig Glauert, zoologiste et un paléontologue australien.

## Publication originale
- Loveridge, 1933 : Four new crinine frogs from Australia. Occasional Papers of the Boston Society of Natural History, vol. 8, p. 55-60 (texte intégral).